# 1909 în literatură
- 1908 în literatură — 1909 în literatură — 1910 în literatură

Anul 1909 în literatură a implicat o serie de noi cărți semnificative. 

## Cărți noi
- L. Frank Baum - The Road to Oz
  - - Aunt Jane's Nieces at Work (ca "Edith Van Dyne")
- André Billy - La Derive
- René Boylesve - La Jeune Fille bien élevée
- Hall Caine - The White Prophet
- Ion Luca Caragiale - Kir Ianulea
- Herbert Croly - The Promise of American Life
- Charles Hoy Fort - The Outcast Manufacturers
- Anatole France - Balthazar
- Jacques Futrelle - Elusive Isabel
- John Galsworthy - Fraternity
- Jack London - Martin Eden
- John Masefield - Multitude and Solitude
- Silas Weir Mitchell - The Red City
- Lucy Maud Montgomery - Anne of Avonlea
- Baroness Orczy -The Nest of the Sparrowhawk
  - - The Old Man In the Corner
- Gertrude Stein - Three Lives
- Gene Stratton-Porter - A Girl of the Limberlost
- Hermann Sudermann - The Song of Songs
- Robert Walser &- Jakob von Gunten
- Mary Augusta Ward - Daphne
- H.G. Wells - Ann Veronica
  - - Tono-Bungay

## Premii
- Premiul Nobel pentru Literatură: